# Pont-d'Ain
Pont-d'Ain is een gemeente in het Franse departement Ain (regio Auvergne-Rhône-Alpes). De gemeente telde 2.862 inwoners op 1 januari 2022. De Ain stroomt door de gemeente.
In het kasteel van Pont d'Ain waar het hof van het huis van Savoye resideerde, overleed op 10 september 1504 Filibert II van Savoye, de tweede echtgenoot van Margaretha van Oostenrijk.

## Geografie
De oppervlakte van Pont-d'Ain bedroeg op 1 januari 2022 11,22 vierkante kilometer; de bevolkingsdichtheid was toen 255,1 inwoners per km².
De onderstaande kaart toont de ligging van Pont-d'Ain met de belangrijkste infrastructuur en aangrenzende gemeenten.

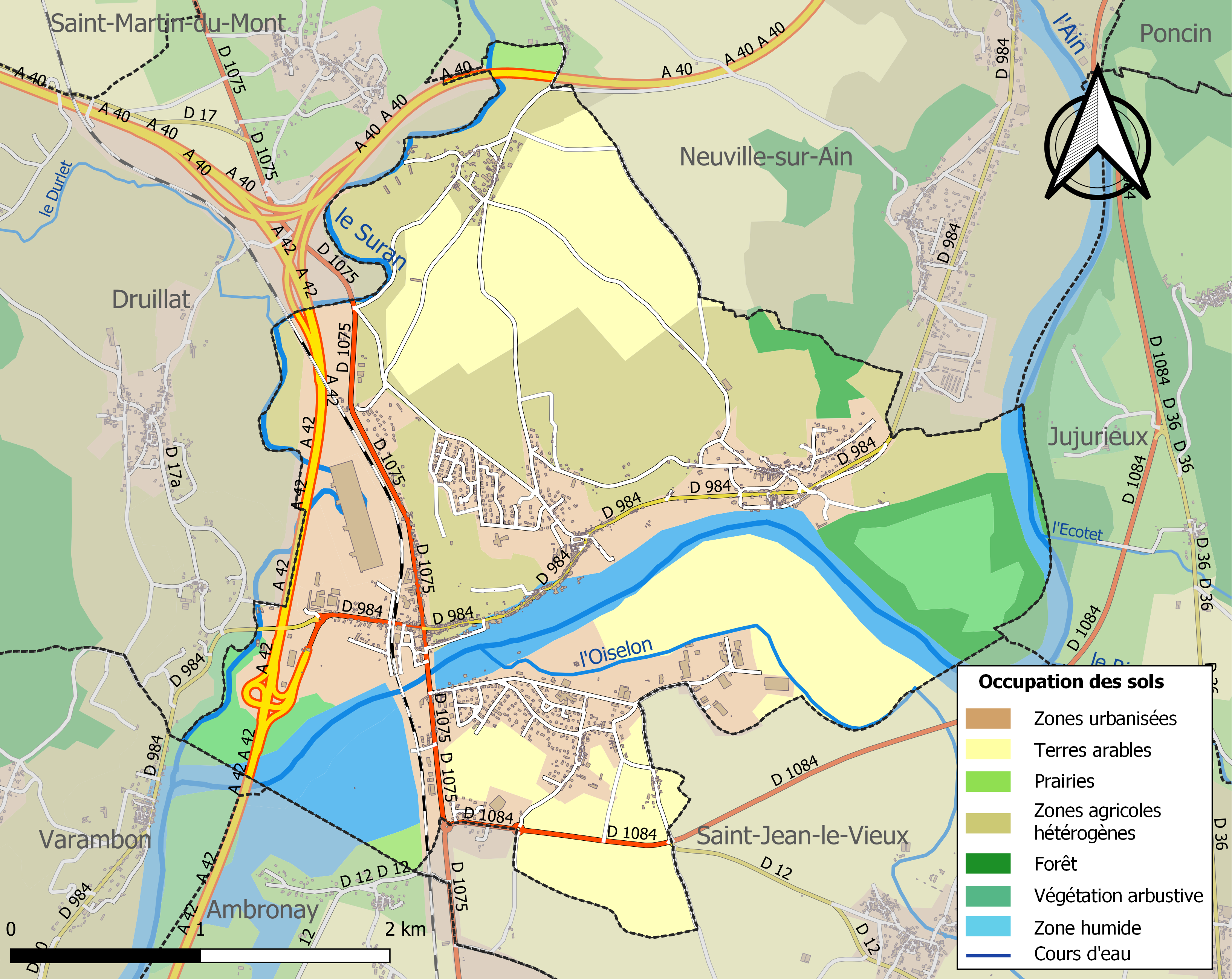

## Verkeer en vervoer
In de gemeente ligt spoorwegstation Pont-d'Ain.

## Demografie
Onderstaande figuur toont het verloop van het inwoneraantal van Pont-d'Ain vanaf 1962. De cijfers zijn afkomstig van het Frans bureau voor statistiek en bevatten geen dubbel getelde personen (volgens de gehanteerde definitie population sans doubles comptes).
Vanwege een beveiligingsprobleem met de MediaWiki Graph-software is het momenteel niet mogelijk deze grafiek weer te geven. Zodra de software is bijgewerkt zal de grafiek vanzelf weer zichtbaar worden.

## Geboren
- Louise van Savoye (1476-1531), prinses van Savoye
- Filibert II van Savoye (1480-1504), hertog van Savoye en prins van Piëmont
- Dominique Bathenay (1954), voetballer en voetbaltrainer

## Afbeeldingen

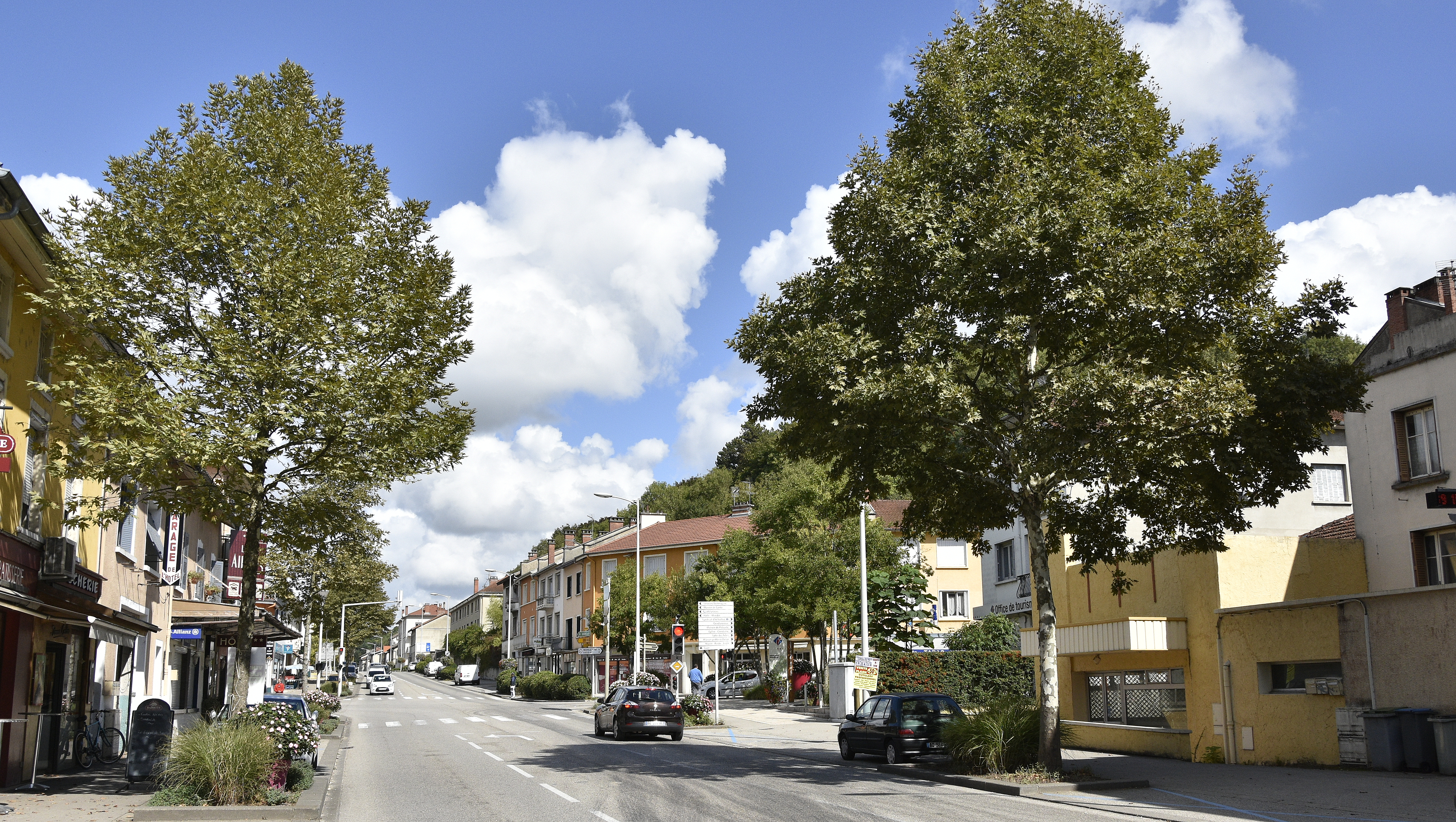
Pont d'Ain
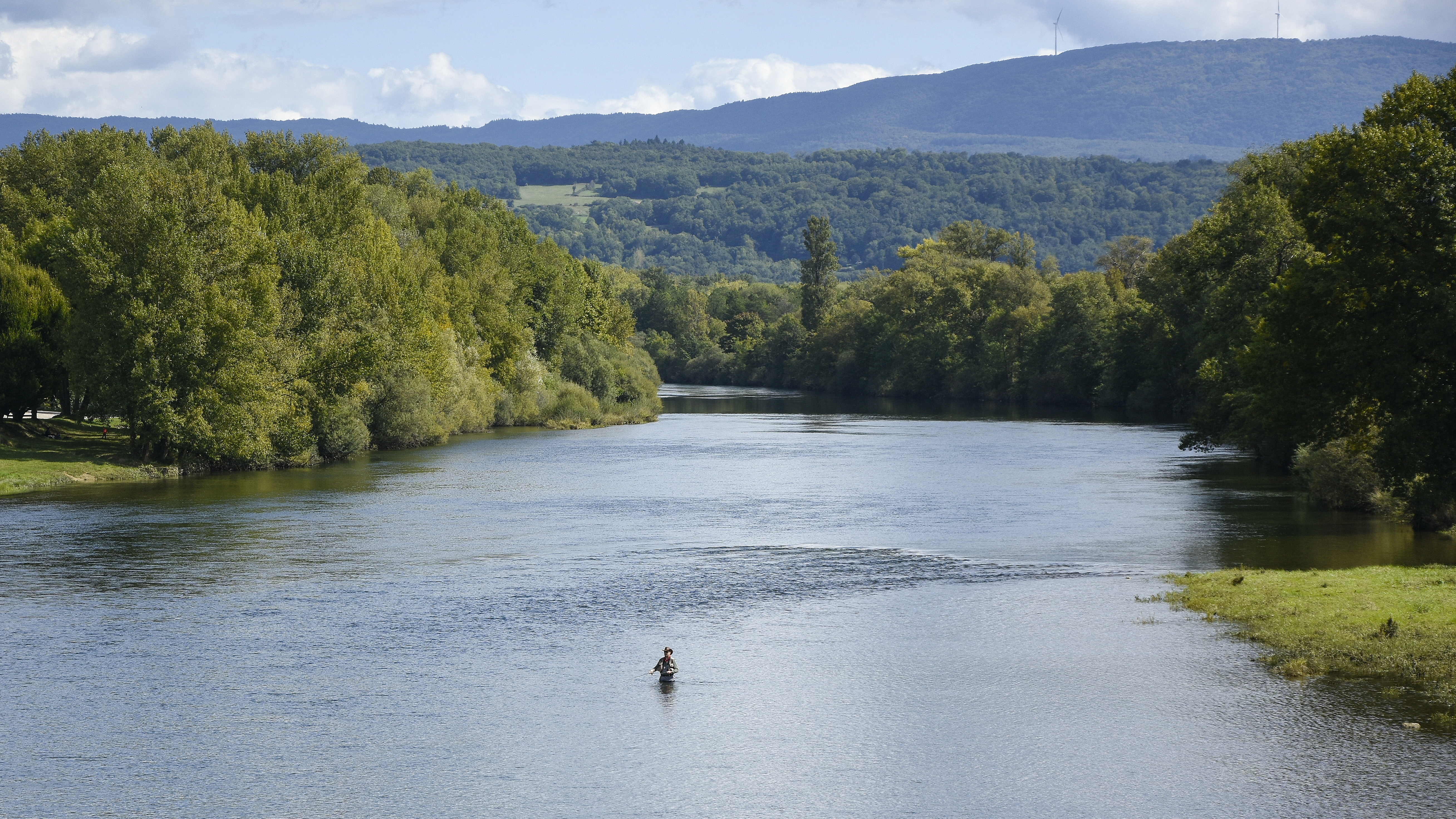
De Ain in Pont d'Ain